# Црква Светог Јована Крститеља у Новим Дворовима
Храм Светог Јована Крститеља (Рођење Светог Јована Крститеља) налази се у Новим Дворовима и припада Епархији зворничко-тузланској. Градња храма почела је 2004. године, а темеље је освештао 7. јула исте године епископ зворничко-тузлански г. Василије. Изградња храма завршена је 2008. године, а храм је освештао 28. септембра исте године епископ г. Василије.

## Архитектура
Храм је димензија дужине 19,60 и ширине 10,18 метара.
Иконостас у дуборезу од храстовог дрвета израдио је 2008. године ђакон Томислав Живановић из Крагујевца, а иконе на иконостасу живописали су Д. Живковић, Ђ. Ђорђевић и М. Максимовић. Живописање храма започели су 2009. године Дарко Живковић из Баточине, Ђорђе Ђорђевић из Инђије и Милош Максимовић из Фоче. Они су живописали олтарску апсиду, а живописање храма наставио је Синиша Будимир из Бијељине.